# 松井遥己
松井 遥己（まつい はるき、1995年8月22日 - ）は、日本の舞台俳優。東京都出身。
2023年4月末日をもってすべての芸能活動を引退した。

## 人物
- ミスター武蔵野コンテスト2015出場
- 趣味は映画鑑賞
- 特技は水泳、ピアノ

## 出演

### 舞台
- ミュージカル『テニスの王子様』3rdシーズン（2017年 - 2020年） - 新垣浩一役[1]
  - 青学vs比嘉（2017年12月21日 - 2018年2月18日、TOKYO DOME CITY HALL 他）
  - Dream Live 2018（2018年5月5日 - 6日、神戸ワールド記念ホール / 5月19日 - 20日、横浜アリーナ）
  - 全国大会 青学vs氷帝（2018年7月12日 - 9月24日、TOKYO DOME CITY HALL 他）
  - TEAM Party HIGA（2018年10月17日 - 28日、AiiA 2.5 Theater Tokyo 他）
  - テニミュ文化祭（2018年11月23日 - 24日、池袋サンシャインシティ ワールドインポートマートビル4階 展示ホールA）
  - 秋の大運動会 2019　(2019年10月8日 - 9日、横浜アリーナ)
  - Thank-you Festival 2020（2020年3月1日、カルッツかわさき ホール）※本人として登壇[2]
  - Dream Stream（2020年11月15日 - 21日、SUPERLIVE by OPENREC）[3]
- 舞台「銀牙-流れ星 銀-」 - 黒虎 役
  - 舞台「銀牙-流れ星 銀-」〜絆編〜  （2019年7月6日 - 15日、天王洲 銀河劇場 / 7月20日 - 7月21日、AiiA 2.5 Theater Kobe）
  - 舞台「銀牙-流れ星 銀-」〜牙城決戦編〜（2020年10月22日 - 11月1日、天王洲 銀河劇場）
- WBB vol.16『ミクロワールド・シンフォニア』（1月6日 - 11日、紀伊國屋サザンシアター TAKASHIMAYA）
- 「FINAL FANTASY BRAVE EXVIUS」THE MUSICAL （2020年3月※新型コロナウィルス感染症流行の影響で一般公演中止、無観客公演配信） - エル / シエラ 役
- 『青空ハイライト』～from 主役の椅子はオレの椅子（2021年2月11日 - 21日、Mixalive TOKYO Theater Mixa）[4]
- 『BANANA FISH』The Stage -前編-（2021年6月10日 - 20日、天王洲 銀河劇場）[5]
- Sanrio Kawaii ミュージカル『From Hello Kitty』（2021年9月14日 - 26日、IHIステージアラウンド東京） - かわいいハート 役（Wキャスト）[6]

### イベント
- ジャンプフェスタ2020 スペシャルステージ6 舞台「銀牙 -流れ星 銀-」トークステージ - 他の登壇者：佐奈宏紀、赤澤遼太郎

## 音楽活動
- 2nd SINGLE 『全力未来!!』 2017年10月11日発売 品番：HCCR-1002　価格：1,500円 ＋税
  - M1. 全力未来!!
  - M2. カシオペア
  - M3. Bang!Bang!BANGOHAAAN!!
  - M4. 全力未来!!(instrumental)
  - M5. カシオペア(instrumental)
  - M6. Bang!Bang!BANGOHAAAN!! (instrumental)

- 3rd SINGLE 『Yeah!!』 2018年03月28日発売　品番：HCCR-1003　価格：1,500円 ＋税
  - M1. Yeah!!
  - M2. スクランブル
  - M3. 絆
  - M4. Yeah!!(instrumental)
  - M5. スクランブル(instrumental)
  - M6. 絆(instrumental)

- 4th SINGLE 『SHAKEなベイベー!!』 2018年12月5日発売　品番：HCCR-1004　価格：1,500円 ＋税
  - M1. SHAKEなベイベー!!
  - M2. ハニカムのだ!!
  - M3. Tobe!!
  - M4. SHAKEなベイベー!!(instrumental)
  - M5. ハニカムのだ!!(instrumental)
  - M6. Tobe!!(instrumental)